# Jérémy Comte
Jérémy Comte é um cineasta canadense. Como reconhecimento, foi nomeado ao Óscar 2019 na categoria de Melhor Curta-metragem por Fauve (2018).